# برند هيرمان
برند هيرمان (بالألمانية: Bernd Herrmann)‏ هو عداء سريع ألماني، ولد في 22 نوفمبر 1951 في Espenau ‏ في ألمانيا.

## وصلات خارجية
- برند هيرمان على موقع الاتحاد الدولي لألعاب القوى (الإنجليزية)
- برند هيرمان على موقع أوليمبيديا (الإنجليزية)